# Martin-Luther-Universität Halle-Wittenberg
Martin-Luther-Universität Halle-Wittenberg (MLU) er et offentligt forskningsorienteret universitet i byerne Halle og Wittenberg i Sachsen-Anhalt i Tyskland.
Universitetet blev dannet i 1817 ved en sammenlægning af Universität Wittenberg (grundlagt i 1502) og Friedrichs-Universität Halle (grundlagt i 1691). Universitetet er opkaldt efter den tyske munk og reformator Martin Luther, der var professor i Wittenberg. I dag er universitet placeret i Halle og afdelingen Leucorea, der bl.a. afholder kongresser og seminarer, er placeret i Wittenberg.